# Эрланже, Филипп
Филипп Эрланже (фр. Philippe Erlanger; 11 июля 1903, Париж — 27 ноября 1987, Канны) — французский государственный деятель, писатель, историк и искусствовед. В 1939 году выступил инициатором и одним из организаторов дебютного Каннского кинофестиваля, который был запланирован на сентябрь того же года. Однако в связи с начавшейся Второй мировой войной его проведение было сорвано и 1-й Каннский кинофестиваль прошёл в 1946 году уже после окончания войны при участии Эрланже.

## Биография
Филипп Эрланже родился 11 июля 1903 года в Париже в семье композитора Камиля Эрланже (1863—1919) и Ирен Иллель-Маноаш (1878—1920). Учился в Париже, получил степень бакалавра в Свободной школе политических наук (фр. l'École libre des sciences politiques.). По окончании Сорбонны получил три диплома по филологии, правоведению и политологии.
Занимал ряд государственных постов, был генеральным инспектором Министерства национального образования, а в 1938 году был назначен на пост председателя «Французской ассоциации художественной деятельности» (фр. l’Association française d’action artistique), который занимал до 1968 года. В то же время, в 1946 году он был назначен руководителем департамента культурного обмена в Министерстве иностранных дел. Стремясь продвигать французское искусство за рубежом и зарубежное искусство во Франции, он организовал многочисленные выставки и театральные туры в которых участвовали многие выдающиеся французские режиссёры и артисты (Луи Жуве, Жан-Луи Барро, Жан Вилар и др.).

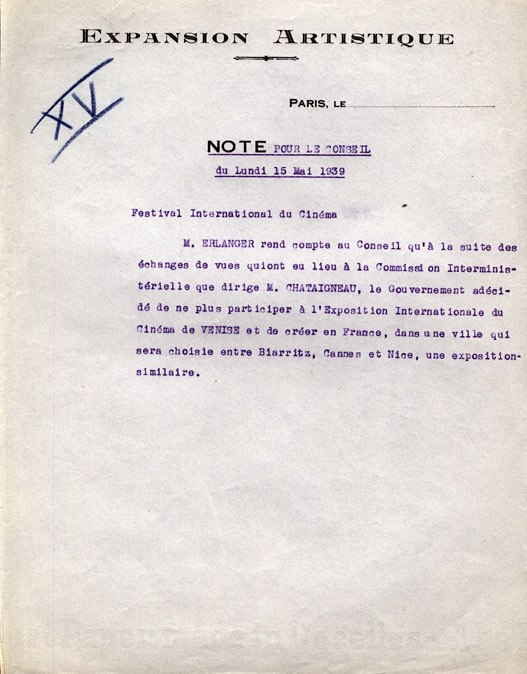
Уведомление Филиппа Эрланже от 15 мая 1939 года об отказе в участии в Венецианском кинофестивале и об организации собственного кинофорума

В 1939 году выступил инициатором и одним из организаторов дебютного Каннского кинофестиваля, который был запланирован на сентябрь того же года в Каннах. Возглавлял комиссию по отбору города, который должен был принять кинофорум. После избрания таким местом Канн, организация фестиваля была возложена на Национальную ассоциацию драматических искусств, а Эрланже, являвшийся её директором, стал исполнительным директором кинофестиваля. Однако в связи с начавшейся Второй мировой войной его проведение было сорвано и 1-й Каннский кинофестиваль прошёл в 1946 году уже после окончания войны. Проведение фестиваля стало возможным благодаря усилиям организаторов во главе Филиппом Эрланже и Жоржем Юисманом, а также при помощи Жана Пенлеве — генерального директора кинокомитета Франции, участником Движения Сопротивления, сторонника и друга Шарля де Голля. После окончания фестиваля покинул свой в его оргкомитете и 22 года занимал пост главы Департамента культурного обмена, который совмещал с должностями директора Национальной ассоциации драматических искусств и генерального инспектора министерства образования.
Написал целый ряд книг на историческую тематику, пользовавшиеся успехом у публики (некоторые из них переведены на русский язык). Также выступил сценаристом нескольких исторических фильмов: «Мария-Антуанетта — королева Франции» (1956, режиссёр Жан Деланнуа) и «Приход к власти Людовика XIV» (1966, режиссёр Роберто Росселлини). 
Был убеждённым холостяком и не оставил после себя потомства. Умер 27 ноября 1987 года в Каннах.